# Prismatolaimus hsuei
Prismatolaimus hsuei is een rondwormensoort uit de familie van de Prismatolaimidae. De wetenschappelijke naam van de soort is voor het eerst geldig gepubliceerd in 1932 door Hoeppli.